# Ferrosélite
Cet article possède un paronyme, voir Ferrosilite.
La ferrosélite orthorhombique et son polymorphe cubique, la dzharkénite, sont des séléniures de fer de formule générale FeSe2 précipités sous des conditions réductrices dans des environnements anoxiques. Ils sont une source de sélénium dans les Montagnes Rocheuses où la présence de sélénium est associée aves les dépôts de shale du Crétacé supérieur. 
Dans le cadre des calculs d'évaluation de la sûreté faits pour l'enfouissement profond des déchets radioactifs à haute activité, la ferrosélite et la dzharkénite sont considérées dans les calculs géochimiques comme deux des phases minérales limitant la solubilité du sélénium 79.

## Occurrence et origine du nom
Le topotype de la dzharkénite se trouve dans le gisement Se-U de Suluchekinskoye dans la dépression Dzharkenskaya de la rivière Ili  moyenne, Oblys d'Almaty, dans le sud-est du Kazakhstan. Elle fut découverte en 1995 et nommée d'après la dépression.  
La ferrosélite fut décrite pour la première fois en 1955 pour une occurrence dans le gisement d'uranium Ust’-Uyuk de Touva en Sibérie. Son nom vient du latin ferro (fer) et "sel" pour sélénium.